# Los Angeles Sharks
Los Angeles Sharks var en professionell ishockeyklubb i Los Angeles, Kalifornien, som spelade i World Hockey Association från 1972 till 1974. 
Hemmaplan för Los Angeles Sharks var Los Angeles Memorial Arena och Long Beach Sports Arena. Efter två säsonger flyttade klubben till Detroit och blev Michigan Stags.